# The Garden Spider

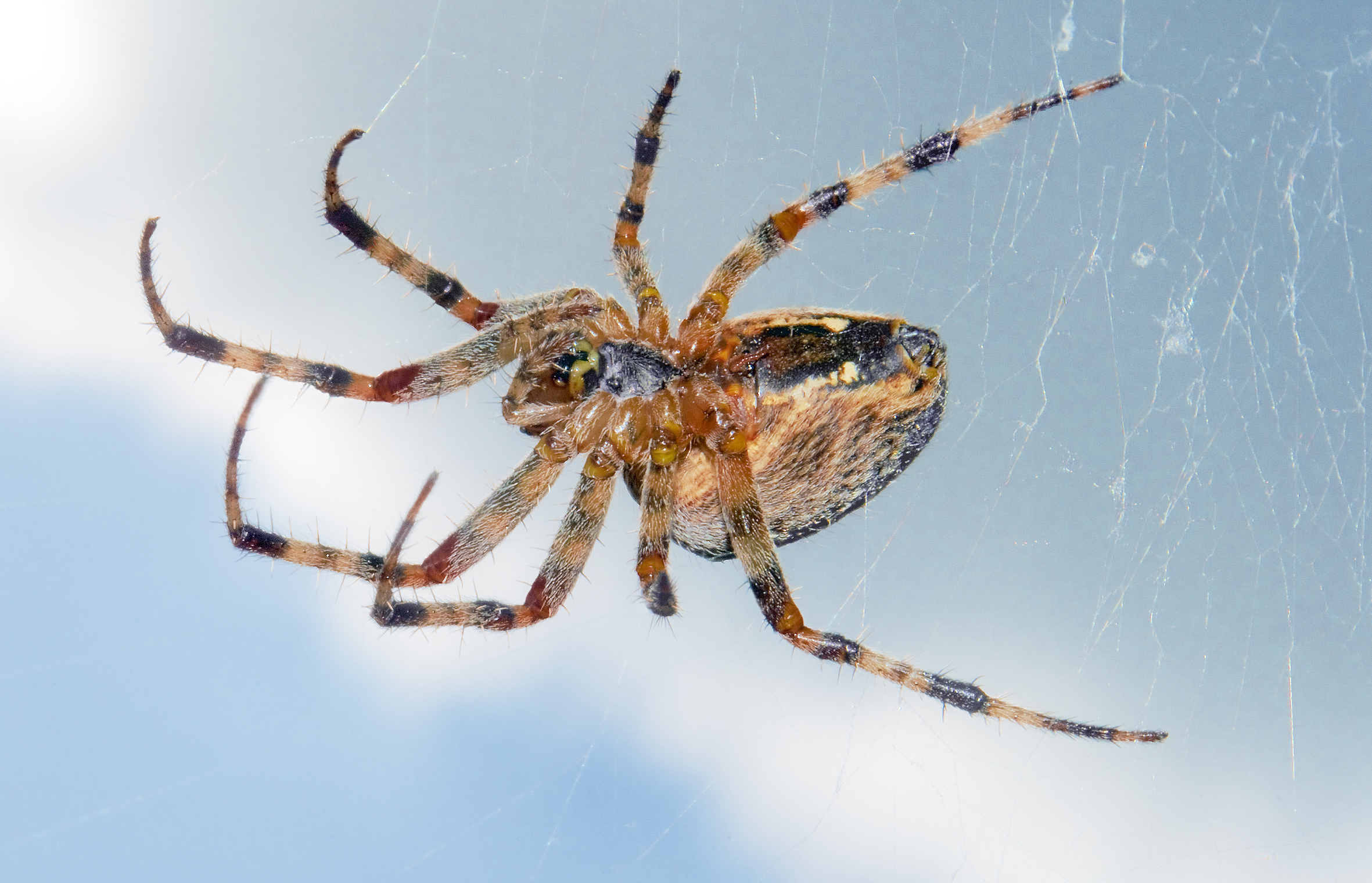
Unterseite einer Gartenkreuzspinne in ihrem Netz.

The Garden Spider (Originaltitel: Epeira diadema) ist ein italienischer Dokumentar-Kurzfilm von Alberto Ancilotto aus dem Jahr 1952. Ancilotto schrieb auch das Drehbuch und fungierte als Produzent des oscarnominierten Films.

## Inhalt
Man erfährt, dass die Gartenkreuzspinne in Europa die häufigste Vertreterin der Gattung Kreuzspinnen ist und zu den größten einheimischen Spinnen zählt. Ferner zählt sie zu den Radnetzspinnen, die in Europa nicht gefährdet sind. Am häufigsten und fleißigsten weben Kreuzspinnen an warmen, windstillen Abenden ihre Nester, bevorzugt in der Nähe stehender Gewässer oder an freien Plätzen im Garten oder Wald. Bei Tage sitzt die Epeira Diadema meist in der Nähe ihres gewebten Netzes in einer kleinen beutelartigen Wohnung. Vom Mittelpunkt ihres Netzes bis zu ihrem Aufenthaltsort gehen immer einige gespannte Fäden, durch deren Anziehen die Spinne merkt, wenn Beute in ihr Netz geraten ist. Die Epeira Diadema begibt sich mit der Dämmerung ins Zentrum ihres Netzes. Fremdes Gewebe können oder mögen die Spinnen nicht benutzen. Wird die Spinne nicht gestört, so baut sie lebenslang nur ein Gewebe, das sie nach und nach vergrößert.

## Produktion
Ancilotto, der ab 1940 hauptsächlich wissenschaftliche Kurzfilme über diverse Tierarten drehte, produzierte den Film mit Cristallo Films/IFE Releasing Corp.

## Auszeichnung
Alberto Ancilotto war mit dem von ihm produzierten Film auf der Oscarverleihung 1953 in der Kategorie „Bester Dokumentar-Kurzfilm“ für einen Oscar nominiert, musste sich jedoch Norman McLaren und dem kanadischen Kurzfilm Neighbours geschlagen geben, der im Jahr 2007 von der UNESCO zum Weltdokumentenerbe erklärt wurde.